# Westhaven-Moonstone
Westhaven-Moonstone és una concentració de població designada pel cens dels Estats Units a l'estat de Califòrnia. Segons el cens del 2000 tenia 1.044 habitants.

## Demografia
Segons el cens del 2000, Westhaven-Moonstone tenia 1.044 habitants, 453 habitatges, i 269 famílies. La densitat de població era de 49,9 habitants/km².
Dels 453 habitatges en un 28,3% hi vivien nens de menys de 18 anys, en un 46,8% hi vivien parelles casades, en un 9,3% dones solteres, i en un 40,6% no eren unitats familiars. En el 28,5% dels habitatges hi vivien persones soles el 5,5% de les quals corresponia a persones de 65 anys o més que vivien soles. El nombre mitjà de persones vivint en cada habitatge era de 2,3 i el nombre mitjà de persones que vivien en cada família era de 2,8.
Per edats la població es repartia de la següent manera: un 19,7% tenia menys de 18 anys, un 8% entre 18 i 24, un 26,9% entre 25 i 44, un 35,9% de 45 a 60 i un 9,4% 65 anys o més.
L'edat mitjana era de 42 anys. Per cada 100 dones de 18 o més anys hi havia 97,2 homes.
La renda mitjana per habitatge era de 36.000 $ i la renda mitjana per família de 34.615 $. Els homes tenien una renda mitjana de 37.000 $ mentre que les dones 21.964 $. La renda per capita de la població era de 21.493 $. Entorn de l'11,8% de les famílies i el 14,1% de la població estaven per davall del llindar de pobresa.

## Poblacions més properes
El següent diagrama mostra les poblacions més properes.